# Kiambu
La ville de Kiambu, située dans le comté de même nom, fait partie de l'aire métropolitaine de Nairobi, au Kenya. On peut la considérer comme une ville satellite voire une banlieue de la ville capitale, distante de 16 kilomètres.
Sa population s'élevait en 2019 à 147 870 habitants. Elle se situe à 1 720 mètres d'altitutde.
La ville est dans une région vallonnée traditionnellement cultivée par les Kikuyus. Mais, proche de Nairobi, les espaces agricoles sont rognés progressivement par une urbanisation « galopante [sic] ».